# Leptosomatum microlaimum
Leptosomatum microlaimum är en rundmaskart som beskrevs av Allgen 1957. Leptosomatum microlaimum ingår i släktet Leptosomatum och familjen Leptosomatidae. Inga underarter finns listade i Catalogue of Life.